# Acronicta jezoensis
Acronicta jezoensis là một loài bướm đêm trong họ Noctuidae.